# العاقورة
العاقورة هي إحدى القرى اللبنانية من قرى قضاء جبيل في محافظة جبل لبنان.

## أعلام
- بول منجد الهاشم
- إدوار الهاشم